# Ilioara
Ilioara (węg. Kisillye) – wieś w Rumunii, w okręgu Marusza, w gminie Gornești. W 2011 roku liczyła 132 mieszkańców.